# Echinolatus
Echinolatus là danh pháp khoa học của một chi cua biển, sinh sống trong vùng nước đáy thềm lục địa hoặc đầu dốc lục địa ở nam Thái Bình Dương.

## Từ nguyên
Echinolatus từ tiếng Latinh echinatus nghĩa là gai và latus nghĩa là bên; để nói tới các răng/gai nhỏ đặc trưng xuất hiện ở mép trước của các răng cưa ở phần trước và hai bên của mai. Echinolatus là danh từ giống trung.

## Lịch sử phân loại
Echinolatus được Ng et al. (2008) xếp trong phân họ Carcininae của họ Portunidae. Karasawa et al. (2008) và Grave et al. (2009) xếp nó trong họ Macropipidae. Schubart & Reuschel chuyển toàn bộ họ Macropipidae vào trong họ Polybiidae, nhưng cho rằng Echinolatus có thể thuộc về dòng dõi khác.
Spiridinov et al. (2014) coi nó như một chi ở vị trí incertae sedis nhưng cho rằng nó và Nectocarcinus có thể có quan hệ gần với Ovalipes (= họ Ovalipidae). Davie et al. (2015b) xếp nó trong họ Ovalipidae. Evans (2018) tạm thời xếp nó trong phân họ Ovalipinae của họ Geryonidae, nhưng không dứt khoát.

## Các loài
Chi cua này gồm các loài sau đây:
- Echinolatus bullatus (Balss, 1924): Quần đảo Juan Fernández, Chile.
- Echinolatus caledonicus (Moosa, 1996): New Caledonia.
- Echinolatus poorei Davie & Crosnier, 2006: Vịnh Đại Úc và nam Victoria.
- Echinolatus proximus Davie & Crosnier, 2006: Polynesia thuộc Pháp.